# Heteroctenia quadrataria
Heteroctenia quadrataria là một loài bướm đêm trong họ Geometridae.